# Ben Jones (Politiker, 1924)
Ben Joseph Jones (* 5. August 1924; † 10. Februar 2005) war ein grenadischer Politiker.
Jones arbeitete als Rechtsanwalt, bevor er 1984 für die New National Party in das Parlament gewählt wurde. Er war als Außenminister der Regierung von Herbert Blaize tätig. Als Blaize im Dezember 1989 starb, wurde Jones Premierminister. Dieses Amt übte er bis zu den Wahlen im März 1990 aus, in denen seine Partei verlor. Er gab auch den Außenministerposten auf, wurde aber noch im selben Jahr wieder in dieses Amt berufen. Obwohl seine Partei die Wahlen verloren hatte, diente er noch bis 1991 als Außenminister weiter.
Jones starb am 10. Februar 2005 und erhielt ein Staatsbegräbnis in der römisch-katholischen Kirche St. Andrew’s in Grenada. Er hinterließ zwei Töchter.